# Myten om Sisyfos
Myten om Sisyfos (originaltitel: Le Mythe de Sisyphe) är en filosofisk essä från 1942, författad av Albert Camus och metaforiskt anspelande på den antika grekiska myten om Sisyfos.

## Handling
Sisyfos har trotsat den mäktige överguden Zeus, och som straff för sin hybris döms Sisyfos till att rulla en tung sten uppför ett högt berg. För att klara uppgiften tvingas han använda alla sina krafter, men när stenen knuffats upp på bergstoppen rullar den ner på andra sidan – och Sisyfos får börja om från början. Detta arbete får han fortsätta med i eviga tider. (Därav "Sisyfosarbete", ett uttryck för meningslöst arbete.) 
I Camus bok är det människan som knuffar på stenen. Livet har, precis som stenrullandet, inget varaktigt värde. Det är människan som måste skapa ett värde i sitt liv. Människan kan välja att tycka att det den gör har ett värde, på samma sätt som Sisyfos valde att sätta värde på sitt arbete. Aktivt beslutsfattande och direkt ansvarstagande är båda huvuddrag i existentialismen.